# Јужни мањи усан
Јужни мањи усан или антарктички мањи усан или антарктички оштрокљуни кит или јужни оштрокљуни кит (лат. Balaenoptera bonaerensis, енгл. antarctic minke whale, southern minke whale) је сисар из реда папкара (Artiodactyla) и инфрареда китова (Cetacea). 

## Распрострањење
Ареал јужног мањег усана (или јужног оштрокљуног кита) обухвата океане у јужној хемисфери Земље. 
Присутна је уз обале следећих држава: Бразил, Јапан, Индија, Индонезија, Јужноафричка Република, Перу, Суринам, Аустралија, Аргентина, Нови Зеланд, Чиле, Грузија, Намибија, Уругвај, Ангола, Мадагаскар, Кенија, Танзанија, Фиџи, Вануату, Француска Гвајана, Комори и Маурицијус.

## Станиште
Станиште врсте су морска подручја.

## Угроженост
Подаци о распрострањености ове врсте су недовољни.